# Saissetia neglecta
Saissetia neglecta är en insektsart som beskrevs av De Lotto 1969. Saissetia neglecta ingår i släktet Saissetia och familjen skålsköldlöss. Inga underarter finns listade i Catalogue of Life.